# Juan Manuel López de Zúñiga y Castro
Juan Manuel Diego López de Zúñiga Sotomayor y Castro, (Béjar, Salamanca, 16 de febrero de 1680-Madrid, 2 de diciembre de 1747), XI duque de Béjar y grande de España, aristócrata  español de la Casa de Zúñiga. Fue también duque de Plasencia, VII duque de Mandas y Villanueva, XII marqués de Gibraleón y VII de Terranova, XIII conde de Belalcázar, grande de España, XII conde de Bañares, XV vizconde de la Puebla de Alcocer. Justicia y alcaide mayor de Castilla hereditario, Primera voz de la nobleza de Castilla, caballero decano de la Orden del Toisón de Oro, gentilhombre de cámara del rey Felipe V, mayordomo mayor de la reina María Bárbara de Portugal y luego de su esposo el rey Fernando VI, fabricante de paños y de tintes.

## Filiación
Hijo de Manuel Diego López de Zúñiga Sotomayor y Mendoza, X duque de Béjar y de Plasencia, grande de España, VI duque de Mandas y Villanueva, XI marqués de Gibraleón, VI de Terranova, XII conde de Belalcázar, XI de Bañares, XIV vizconde de la Puebla de Alcocer, justicia y alcaide mayor de Castilla hereditario, Primera voz de la nobleza de Castilla, caballero de la Orden del Toisón de Oro, y de su esposa María Alberta de Castro y Borja, hija de Pedro Antonio Fernández de Castro y Portugal, X conde de Lemos, VII marqués de Sarria, grande de España, virrey del Perú del 1667 hasta su fallecimiento en Lima el 6 de diciembre de 1672.
Manuel Diego se casó en Madrid el 19 de julio de 1700 con su prima hermana María Teresa Pimentel de Zúñiga, hija de Francisco Casimiro Pimentel, XII conde IX duque de Benavente, grande de España, y de su esposa Manuela de Zúñiga y Silva Mendoza. Su esposa falleció al año siguiente, a los veinte años de edad, el 26 de mayo de 1701 sin dejar sucesión. 
Viudo se casó en 1703 con Manuela Álvarez de Toledo Osorio, hija de José Fadrique Álvarez de Toledo Osorio, VIII marqués de Villafranca del Bierzo, y de su esposa Catalina de Moncada y Aragón, IX duquesa de Montalto. Por real cédula de 3 de septiembre de 1703 el rey Felipe V aprueba los capítulos matrimoniales. Su segunda esposa Manuela falleció el 14 de marzo de 1709 a la edad de 23 años sin dejar sucesión.
En 1711 se casó por tercera vez con su prima hermana, Rafaela Luisa de Castro y Centurión, hija de Salvador Francisco Ruiz de Castro y Borja, IV marqués de Almuña y de su esposa Francisca Josefa Centurión de Córdova. El papa Clemente XI otorgó por bula de 23 de septiembre de 1711 dispensa de parentesco para el matrimonio del duque Juan Manuel con Rafaela Luisa de Castro.
Su esposa Rafaela Luisa falleció a la edad de 25 años el 14 de enero de 1718, dejando sucesión.
Tuvieron en su matrimonio tres hijos: Josefa de Zúñiga y Castro, casada en 1735 con su tío Ginés Fernando Ruiz de Castro y Borja, XI conde de Lemos, VIII marqués de Sarria, grande de España, Joaquín Diego López de Zúñiga Sotomayor Castro y Portugal, su heredero, XII duque de Béjar y Plasencia, etc., y María José de los Reyes, fallecida de niña. Viudo se volvió a casar por cuarta vez en Madrid el 11 de diciembre de 1718 con María Ana de Borja y Aragón, XII duquesa de Gandía, X marquesa de Bombay, XIII condesa de la Oliva, hija de Pascual de Borja Centelles, X duque de Gandía, grande de España, y de su esposa Juana Fernández de Córdova. No tuvo sucesión en este cuarto matrimonio. Su esposa María Ana falleció en Madrid el 14 de mayo de 1748.

## Niñez, caballero de la Orden del Toisón de Oro
Su nacimiento y bautizo fue celebrado en la villa de Béjar, Salamanca, con grandes fiestas e indulto de presos. A la muerte de su padre el 16 de julio de 1686 heredó los títulos y estados de su casa y fue XI duque de Béjar y de Plasencia, grande de España, etc. El rey Carlos II de España lo elige caballero de la Orden del Toisón de Oro el 29 de agosto de 1686, cuando el duque Juan Manuel contaba 6 años de edad, en memoria de las acciones y heroica muerte de su padre, Manuel Diego López de Zúñiga Sotomayor y Mendoza, X duque de Béjar y de Plasencia, en el sitio de Buda. El expediente de la concesión de la Orden del Toisón de Oro de 1686 se conserva en el Archivo Histórico Nacional. El duque Juan Manuel fue investido por el rey en Madrid el 9 de febrero de 1700.
Su madre María Alberta de Castro y Portugal, X duquesa de Béjar, y su abuela Teresa Sarmiento de Silva y Fernández de Híjar, duquesa IX de Béjar, presentaron petición ante el Consejo de Castilla en 1686/1688 para ejercer como tutoras y curadoras de Juan Manuel López de Zúñiga, XI duque de Béjar, durante su minoría de edad.
Su abuela Teresa Sarmiento de Silva, como su tutora y curadora, sostuvo pleito en la Audiencia de Cerdeña, que duró del 1696 al 1697, sobre la posesión de diferentes términos en Cerdeña, pertenecientes al ducado de Mandas.

## Al servicio de los reyes Carlos II, Felipe V y Fernando VI
El rey Carlos II de España por cartas de 6 de julio de 1694 remitidas a la ciudad de Salamanca y demás villas y lugares de Castilla ordena se pongan a las órdenes del duque Juan Manuel Diego López de Zúñiga, XI duque de Béjar, sobre el alistamiento de gente para el ejército de Cataluña.
Mariana de Neoburgo, reina de España, informa por carta de 12 de noviembre de 1700 al duque Juan Manuel de la muerte de su esposo el rey Carlos II de España ocurrida el día 1.º de noviembre.
El rey Luis XIV de Francia le agradece por carta de 26 de diciembre de 1700 por su fidelidad a su nieto Felipe V, rey de España.
El rey Felipe V de España le ordena por carta de 29 de abril de 1701 estar presente en el convento de San Jerónimo de Madrid para prestarle juramento de fidelidad y homenaje. Por carta de 28 de enero de 1701 le informa de su matrimonio con la princesa María Luisa Gabriela de Saboya, hija de Víctor Amadeo, II duque de Saboya. Por carta del 20 de enero de 1704 le informa unirse al ejército que está en campaña, como lo había hecho en Italia.
La reina de España  María Luisa Gabriela de Saboya informa por carta de 30 de abril de 1706 al duque Juan Manuel de la pérdida de Alcántara por el enemigo y solicita su ayuda al servicio del rey Felipe V.
El rey Luis XIV de Francia le da por carta de 8 de junio de 1704 a Manuela de Toledo y Moncada, esposa del duque Juan Manuel, la enhorabuena por su nombramiento de Camarera mayor de la reina de España María Luisa.
El rey Felipe V de España por carta del 30 de agosto de 1705 le informa el nacimiento del príncipe Luis. Por carta de 23 de febrero de 1722 le informa del casamiento del príncipe Luis con Luisa princesa de Orleans. El príncipe Felipe de Orleans le agradece por carta del 25 de septiembre de 1722 la felicitación por la boda de su hija con el príncipe de Asturias Carlos de España.
El rey Felipe V de España le informa por carta de 4 de mayo de 1711 del fallecimiento de su padre el delfín Luis y le ruega dar las demostraciones de sentimiento acostumbradas y las mismas al fallecer la reina Mariana de Austria.
El rey Víctor Amadeo II de Cerdeña se congratula por la posesión del reino de Cerdeña, Italia, por carta de 10 de mayo de 1721. El duque de Béjar Juan Manuel, como duque de Mandas tenía feudo en Cerdeña.  El rey Víctor Amadeo le agradece por carta de 10 de junio de 1722 las felicitaciones por la boda de su hijo, el príncipe de Piamonte.
El duque Juan Manuel recomienda e intercede con éxito en octubre de 1726 por Juan Bautista de Orendaín Azpilcueta, marqués de la Paz, ante el rey Felipe V para que ocupe el cargo de Secretario de Estado y del Despacho Universal.
El secretario de estado, Juan Bautista de Orendaín Azpilcueta, II marqués de la Paz, le informa por carta de 1.º de septiembre de 1727 de la concesión a los miembros de la Orden del Toisón de Oro de no pagar peajes, pasajes, montazgos ni portazgo. Por carta del 1.º de agosto de 1727 le agradece por el envío de un ejemplar de la obra Fundación y Ordenanzas de la Orden del Toisón de Oro escrita por el duque Juan Manuel, decano de la Orden.
Por carta de 10 de febrero de 1728 le agradece por el envío de cuatro ejemplares de su escrito sobre Los Intereses de España y de la Religión Católica.
A invitación del rey Felipe V, participa el duque Juan Manuel el 25 de diciembre de 1727 en el palacio real de Madrid al acto de otorgar la escritura pública de las capitulaciones del matrimonio de la princesa María Ana Victoria de Borbón con el príncipe de Brasil José Manuel I y actúa como testigo por parte de Portugal.
El duque Juan Manuel por carta de 21 de diciembre de 1728 al rey Felipe V propone el proyecto sobre la organización de una guardia real a semejanza de la del rey Luis XIV de Francia.
Por real cédula de 23 de julio de 1732 el rey Felipe V concede la Grandeza de España al título de conde de Belalcázar.
Adjunto a la carta de 25 de agosto de 1732 envía el duque Juan Manuel, por encargo del rey Felipe V,  al Secretario de Estado, Marqués de la Paz, un ejemplar impreso de la obra Idea Política y Cristiana de los Reyes Católicos.
El rey Felipe V por cédula, dada en San Ildefonso el 5 de octubre de 1733, le da licencia para que cobre el derecho de sacar nieve y el hielo de la sierra y ventisqueros de la jurisdicción de Béjar, Salamanca.
El rey Felipe V lo nombra en 1739 gentilhombre de su cámara. Finalmente, tras la muerte del duque de la Mirandola, el rey Fernando VI lo nombra su mayordomo mayor, cargo que ocupará pocos meses ya que fallecerá.
El rey Fernando VI de España por real provisión de 18 de junio de 1749 confirma a Joaquín Diego, XII duque de Béjar, el título que dio a su padre Juan Manuel, XI duque de Béjar, de Juez Conservador de Montes y Dehesas de su casa y estados.

## Fabricante de paños y de tintes
Su abuela, la duquesa viuda Teresa Sarmiento de la Cerda fundó en Béjar, Salamanca, una fábrica de paños en 1669. Ya existía en Béjar una fábrica de tintes, instalada en 1592 por Francisco Diego López de Zúñiga y Mendoza, V duque de Béjar y Plasencia, aprovechando las aguas del río Cuerpo de Hombre de excelentes propiedades para la producción de tintes y del tintado de paños. A la heroica y temprana muerte de su padre, el duque Manuel Diego, en el sitio de Buda, Hungría, en la guerra contra el turco, acaecida el 16 de julio de 1686, su madre la duquesa viuda María Alberta y su abuela Teresa decidieron producir paños finos de calidad alta. Para lograrlo contrataron en 1691 a maestros flamencos, quienes debían de residir en Béjar, producir paños finos y enseñar su arte y técnica a los operarios naturales del ducado de Béjar. Los paños finos tenían mayor valor y acogida que los paños bastos, que hasta entonces se producían en España.
El duque Juan Manuel y la Fábrica de Paños de Béjar firman el 30 de septiembre de 1715 un contrato con el especialista francés Juan Bautista Lormie para que enseñase a los trabajadores de la villa de Béjar a tejer paños finos y mantelerías.
Por escrituras de 16 de junio de 1716 y de 29 de octubre de 1721 ordena instalar en la villa de Becedas, Ávila, una fábrica de paños para socorro de sus vecinos.
El ministro de guerra, marqués de Castelar, le comunica por carta de 10 de febrero de 1723, de la merced concedida por el rey Felipe V a los vecinos de Béjar, Salamanca, de la exención del servicio militar, para trabajar en las fábricas de paños.
La Real Chancillería de Valladolid por ejecutoria del 28 de enero de 1723 declara al duque Juan Manuel, así como a otras dos personas, de ser poseedoras del agua del río Cuerpo de Hombre en el término de la villa de Béjar, Salamanca. El rey Felipe V le agradece en abril de 1725 por el ofrecimiento de usar grana silvestre o cochinilla, que se cría en sus dehesas de Gibraleón, Huelva, para teñir los uniformes de los soldados de infantería, caballería y dragones. El duque Juan Manuel recibe el 15 de junio de 1725 informe de sus oficiales del condado de Belalcázar sobre el modo y tiempo en que se debe recoger la grana silvestre que se cría en el condado. El duque Juan Manuel Diego hizo instalar en mayo de 1729 dos telares en su fábrica de paños de Béjar.
Por real provisión del rey Luis I de España otorgada el 31 de mayo de 1724, acordada con la Real Junta de Comercio, quedan aprobadas las ordenanzas de la fábrica de paños de Béjar, propiedad del IX duque de Béjar, Juan Manuel Diego López de Zúñiga Sotomayor.
El duque Juan Manuel ordena en junio de 1724 se controle la producción de paños finos, para que no se produzca una escasez de paños bastos, necesarios para el abastecimiento popular.
El rey Felipe V por cédula del 5 de febrero de 1732, a través de su Real Junta de Comercio, aprueba las ordenanzas e instrucciones dadas por Juan Manuel Diego López de Zúñiga Sotomayor, XI duque de Béjar, por las que se deben regir los fabricantes de paños finos.
El duque Juan Manuel guiado por su espíritu cristiano y de responsabilidad social concede franquicias y exenciones a las fábricas y fabricantes de paños finos de Béjar y acuerda con el gremio de fabricantes los tributos y contribuciones que han de pagar por dicha actividad (1718 al 1731).
Exime a los fabricantes de paños de la villa de Béjar, Salamanca, de pagar las alcabalas durante los años de 1731 y 1732, debido a que la producción en dichas fábricas ha descendido, por disminución de la demanda del mercado textil. Los integrantes del gremio de la fabricación de paños de la villa de Béjar por escritura otorgada el 16 de mayo de 1731 aceptan el decreto del duque Juan Manuel, por el cual les exime de pagar las alcabalas durante los años de 1731 y 1732, y que desde 1733 a 1742 sólo se les cobrase cuatro maravedíes por vara.
Por decretos otorgados el 31 de mayo de 1723 el duque Juan Manuel exime del pago de alcabalas a los producentes de paños finos vecinos de Hervás, Cáceres, en los existentes cuatro telares de la villa.
El duque Juan Manuel y Juan Cortés, fundan en 1730 en la villa de Hervás, Cáceres, una fábrica para la producción de paños finos, y en 1734 le concede el uso de una caldera para tintes por tres años.
Mantiene correspondencia con sus administradores sobre temas administrativos y relacionados con la fabricación textil y de tintes.

## Crianza de caballos, caza y pesca
El rey Augusto II de Polonia, «el Potente» agradece a Juan Manuel Diego, duque de Béjar, por carta del 4 de septiembre de 1731, tratándolo de primo, por el regalo de dos caballos de raza española para él y para su hijo, y en agradecimiento le envía ocho yeguas y varios presentes de porcelana de su fábrica de Meissen.
Por carta de 25 de febrero de 1732 el duque Juan Manuel informa al marqués de la Paz, secretario de Estado, de su intención de crear en su yeguada de Andalucía con caballos padres andaluces y con yeguas, como las que ha recibido del rey de Polonia, (que no son lindas ni finas, pero que tienen altura, son bien formadas y más fuertes que las que hay en España), una excelente casta de caballos fuertes y bien formados para servir como caballos de tiro o para las tropas del reino. Pide se le conceda pasaporte para enviar caballos al rey de Polonia. El rey Felipe V le concede en mayo de 1732 pasaporte para enviar seis caballos al rey de Polonia y le agradece el poner al servicio de la corona de España la nueva casta de caballos de tiro.
Por decretos de enero de 1725 regulariza la caza en los cotos y montes de Béjar, Salamanca, y su jurisdicción, y la pesca en el río Cuerpo de Hombre, fijando los tiempos de caza mayor y menor y pesca, así como las especies que se pueden cazar o pescar.

## Vida señorial, mecenazgos, patronazgos, obras sociales y pías

### Herencia y mecenazgo
El duque Juan Manuel, al igual como sus antecesores, reclamó ante el Consejo de Castilla la pérdida y reversión a la Corona de Castilla del ducado de Plasencia, Cáceres, por injusticia de los Reyes Católicos en 1488 con el II duque de Béjar y Plasencia, Álvaro II de Zúñiga y Guzmán, y pidió recompensa económica o indemnización.
A la muerte de su madre María Alberta de Castro Portugal y Borja, X duquesa de Béjar, ocurrida en Madrid el 20 de julio de 1706, vino a heredarla de acuerdo al testamento otorgado el 8 de julio de 1706.
Continua en 1724 el pleito iniciado en 26 de marzo de 1594 por Francisco Diego López de Zúñiga Sotomayor y Mendoza, V duque de Béjar, sobre las hurtos que cometen los vecinos de Bañares, La Rioja, y que deben pagar a la casa y estado de Béjar desde el año 1594 a 1724.
El rey Juan V de Portugal, su esposa la reina María Ana de Austria y la princesa María, le felicitan por carta de 4 de julio de 1726 el buen resultado obtenido en Roma sobre el pleito de los diezmos de la villa de Capilla, Badajoz. El secretario de Estado, marqués de la Paz, le informa por carta de 29 de enero de 1729 de haber recibido el breve pontificio sobre el pleito de los diezmos del estado de Capilla.
Ordenó en 1711 la restauración de las imágenes religiosas de la iglesia parroquial de Burguillos del Cerro, Badajoz, destruidas por las tropas inglesas en la Guerra de Sucesión Española. Encargó en 1719 al pintor italiano Ventura Lirios realizar trabajos artísticos en el cubo de San Andrés del palacio ducal de Béjar, y la realización de 23 cuadros sobre la vida de san Eustaquio.
Cruza correspondencia de enero a junio de 1733 con la duquesa Élisabeth de Lorraine, sobre el matrimonio de sus hijos Joaquín Diego y Léopoldine. Concierta en 1733 el matrimonio de su hijo primogénito Joaquín Diego con la princesa Léopoldine Élisabeth Charlotte de Lorraine-Marsan.
Concierta por escritura de 19 de julio de 1733 las capitulaciones para el matrimonio de su hija Ana María Josefa con Ginés Fernando Ruiz de Castro y Borja, XI conde de Lemos, VIII marqués de Sarria, grande de España.

### Señorío
Las atestaciones de los pagos del derecho de lanzas efectuados por el duque Juan Manuel se conservan en el Archivo Histórico Nacional.
Dio en 1725 disposiciones y régimen a seguir para el buen gobierno de los colegios de niñas pobres y huérfanas, que fundó en la villa de Béjar.
Fundó en Béjar en 1731 un colegio femenino dedicado a la advocación de Nuestra Señora del Rosario y a Santa Rosa de Lima.
Patronato sobre la Iglesia y Hospital de San Gil de Béjar. Por escritura de 22 de noviembre de 1722 otorgada por el duque Juan Manuel y Juan del Espíritu Santo acuerdan que la Hermandad del Divino Pastor se encargue del aseo, cuidado y curación de los enfermos del Hospital de San Gil de Béjar.  Ordena a su contador mayor en octubre de 1732 se rehabilite la Iglesia de San Miguel en la villa de Béjar, Salamanca. Funda la enfermería en el monasterio franciscano de la Bien Parada en Hervás, Cáceres, para el tratamiento de los enfermos de paludismo, que azotaba la zona. El edificio se comenzó a construir en 1734. En el Archivo Histórico Nacional se conservan la relación de los patronatos otorgados por el duque Juan Manuel, así como la relación de las donaciones otorgadas. Como patrono de las obras pías fundadas por la difunta María de Zúñiga y Pimentel, II duquesa de Béjar, hizo donaciones a doncellas pobres y huérfanas de la villa de Béjar, para poder contraer matrimonio o entrar como monjas en un convento de religiosas.
Escrituras sobre las tomas de posesión de las villas de los señoríos heredados y de su respectiva jurisdicción se pueden ver en el Archivo Histórico Nacional.
Por escritura de 18 de febrero de 1731 provee, para que se repueble las villas y lugares pertenecientes a su casa y estado, la promesa de recibir una casa y no pagar durante un cierto tiempo los tributos reales y las alcabalas.
El duque de Béjar Juan Manuel sostuvo pleito desde abril de 1722 ante el Consejo de Castilla, como poseedor del Estado de Béjar, Salamanca, para que se reconozcan sus derechos de elección y nombramiento de regidores, procuradores generales y otros oficiales de justicia, para el buen gobierno, administración y justicia de la villa de Béjar, Salamanca.
Por cartas de 1728 pide al rey Felipe V le dé real privilegio para nombrar a los procuradores generales de las villas pertenecientes a su casa y estado.
Las escrituras sobre los nombramientos de oficiales para la administración de sus estados se conservan en el Archivo Histórico Nacional.
Por escritura de 30 de marzo de 1731 dio órdenes e instrucciones a los corregidores y tenientes de las villas de su jurisdicción señorial para que ejerzan sobre sus vasallos un buen gobierno.
El duque Juan Manuel ordena por escrituras de 1714, 1724 y 1732 a los guardas mayores, tenientes, sobreguardas y guardas menores, cumplir sus instrucciones y ordenanzas para el buen régimen de la custodia de las dehesas que posee.
A instancias del duque Juan Manuel se inició en 1709 un pleito contra el corregidor de la villa de Béjar, Salamanca, por abuso de poder.
Ordena al teniente corregidor de la villa de Béjar en septiembre de 1733 multar al alcalde, corregidor y procuradores por haber perturbado la paz de la villa de Béjar. También le ordena multar a los capitulares del ayuntamiento de Béjar, por no haber acudido a varias procesiones.
Ordena juicios de residencia a los oficiales y justicias de sus estados.